# 6339 Giliberti
6339 Giliberti (1993 SG) là một tiểu hành tinh vành đai chính được phát hiện ngày 20 tháng 9 năm 1993 bởi Casulli, V. S. ở Colleverde.